# Ebonius aequatorius
Ebonius aequatorius är en skalbaggsart som beskrevs av Lewis 1910. Ebonius aequatorius ingår i släktet Ebonius och familjen stumpbaggar. Inga underarter finns listade i Catalogue of Life.